# Ricky Reed
Eric Burton Frederic (Berkeley, 1983), mais conhecido como Ricky Reed, é um produtor musical e compositor norte-americano.